# (400248) 2007 PW25
(400248) 2007 PW25 es un asteroide perteneciente al cinturón de asteroides, descubierto el 8 de agosto de 2007 por el equipo del Lincoln Near-Earth Asteroid Research desde el Laboratorio Lincoln, Socorro, Nuevo México.

## Designación y nombre
Designado provisionalmente como 2007 PW25.

## Características orbitales
2007 PW25 está situado a una distancia media del Sol de 2,306 ua, pudiendo alejarse hasta 2,938 ua y acercarse hasta 1,674 ua. Su excentricidad es 0,274 y la inclinación orbital 3,182 grados. Emplea 1279,46 días en completar una órbita alrededor del Sol.

## Características físicas
La magnitud absoluta de 2007 PW25 es 18,2.